# 메인주도 제41호선
메인주도 제41호선(Maine State Route 41)은 메인주의 주도로, 윈스럽에서 파밍턴까지 이르는 총 연장 27마일(약 43km)의 구간으로 이룬다. 기점인 윈스럽에서는 US 202과 SR 11, SR 100 그리고 SR 133과 교차하고 있는 반면, 종점인 파밍턴에서는 US 2와 SR 27과도 접촉하고 있는 것으로 알려져 왔다.

## 통과하고 있는 군
- 케네벡군
- 프랭클린군

## 통과하는 도로
국도
- 국도 제202호선
- 국도 제2호선

주도
- 메인주도 제11호선
- 메인주도 제100호선
- 메인주도 제133호선
- 메인주도 제17호선
- 메인주도 제134호선
- 메인주도 제156호선
- 메인주도 제27호선